# Kasumigaseki (metropolitana di Tokyo)
La stazione di Kasumigaseki (霞ヶ関駅?, Kasumigaseki-eki) è una stazione della metropolitana di Tokyo che si trova a Chiyoda, ed è servita da tre linee della Tokyo Metro. La stazione è stata una dei bersagli dell'attentato alla metropolitana di Tokyo del 1995.